# Eaton Hall (Cheshire)

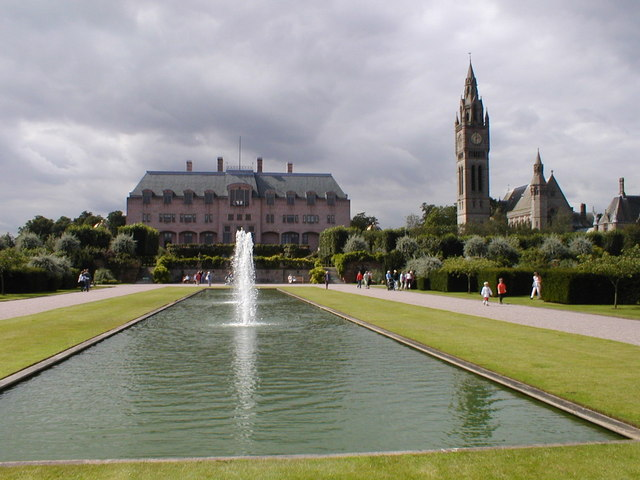
Eaton Hall von Osten mit Kapelle (August 2002)

Eaton Hall ist ein Landhaus etwa 1,6 km südlich des Dorfes Eccleston in der englischen Grafschaft Cheshire. Es ist das Landhaus des Duke of Westminster und ist von formellen Gärten, Parks, Bauernland und lichten Wäldern umgeben. Das Anwesen bedeckt eine Fläche von etwa 4400 Hektar.

## Geschichte
Das erste größere Haus an dieser Stelle wurde im 17. Jahrhundert errichtet. Anfang des 19. Jahrhunderts wurde es durch ein sehr viel größeres Haus nach den Plänen des Architekten Willam Porden ersetzt. Dieses wiederum wurde später durch ein noch größeres Haus mit Nebengebäuden und Kapelle nach den Plänen von Alfred Waterhouse ersetzt. Die Bauarbeiten dazu begannen 1870 und wurden nach 12 Jahren abgeschlossen. Um 1960 war das Mauerwerk des Hauses in so schlechtem Zustand, dass es – wie viele andere Häuser in dieser Zeit – abgerissen wurde. Lediglich die Kapelle und viele der Nebengebäude sind bis heute erhalten geblieben. Es wurde ein neues Haus gebaut, aber sein Stil wurde als nicht zur umgebenden Landschaft passend empfunden, sodass es Ende der 1980er-Jahre umgestaltet wurde und jetzt das Erscheinungsbild eines französischen Schlosses hat.
Das Haus war seit dem 17. Jahrhundert von formellen Gärten umgeben, deren Anlage über die Jahrhunderte zeitgenössischen Ideen und Moden angepasst wurde, ebenso wie die umgebenden Parks. Auf dem Anwesen stehen viele verschiedene Gebäude, einige dekorativ, andere zur Verwaltung des Anwesens; viele davon gelten als historische Bauwerke. Haus und Anwesen sind normalerweise nicht öffentlich zugänglich, aber die Gärten können an drei Tagen im Jahr besichtigt werden, um Geld für gute Zwecke zu sammeln, und einige der Gebäude auf dem Anwesen können für gemeinnützige Veranstaltungen gemietet werden.

## Landhäuser

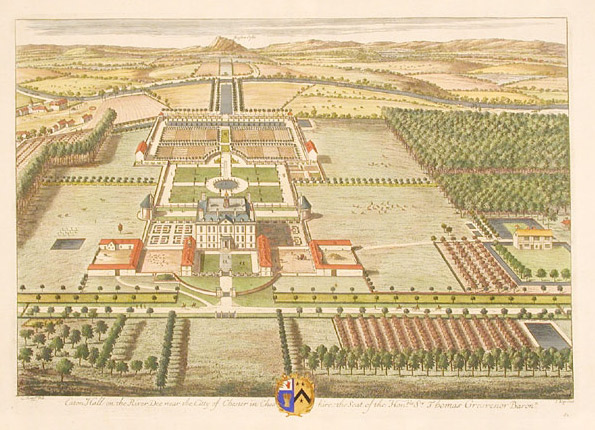
Das Bild zeigt das Landhaus von Samwell von 1708. Das frühere Haus kann man in der rechten unteren Ecke sehen.

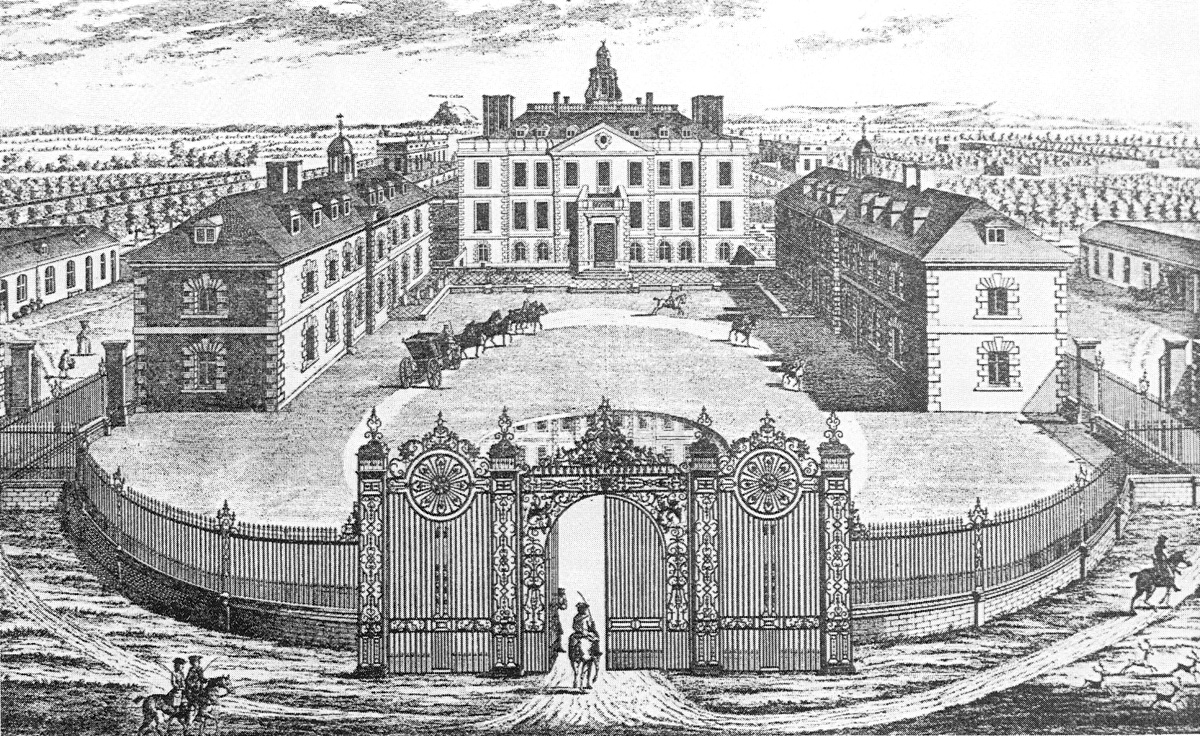
Eingangsfassade des Landhauses von Samwell

Eaton Hall war seit dem 15. Jahrhundert das Landhaus der Familie Grosvenor. Es gibt Beweise für ein zweistöckiges Haus auf dem Anwesen in einer Karte des Grundstückes aus dem 17. Jahrhundert und einer Gravierung aus dem 18. Jahrhundert. Ein Bericht aus dem Jahre 1798 zeigt, dass dieses Gebäude immer noch stand.

### Landhaus von Samwell
Das erste größere Haus dort wurde für Sir Thomas Grosvenor, 3. Baronet, errichtet. Er erbte das Anwesen im Alter von 19 Jahren von seinem Großvater, Sir Richard Grosvenor, 2. Baronet, der 1664 starb. Der neue Besitzer beauftragte den Architekten William Samwell mit dem Entwurf des Hauses. Die Bauarbeiten begannen 1675; die meisten Bausteine stammten von der Ruine des Holt Castle in Nordwales. 1683 waren die Baukosten bereits auf über £ 1000 (heute etwa entsprechend £ 540.000) gestiegen. Eine zeitgenössische Gravierung zeigt ein großes Haus mit quadratischem Grundriss, drei Stockwerken und Dachgauben. Die Eingangsfassade hatte neun Joche und einen Portikus. Die Gravierung zeigt auch das frühere Haus mit Graben südlich des neuen Hauses.

### Landhaus von Porden

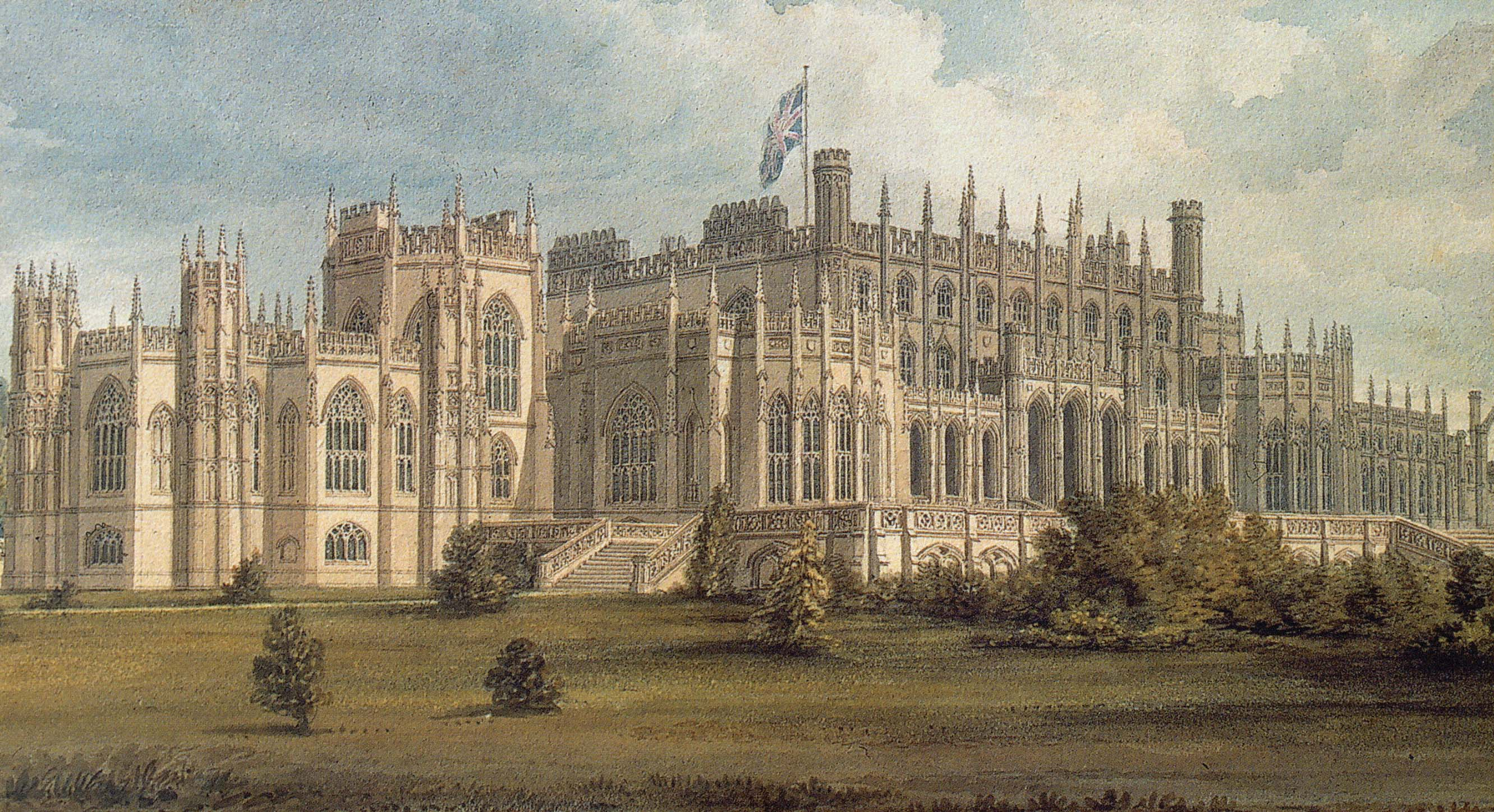
Landhaus nach Entwürfen von William Porden

Als Robert Grosvenor, damals 2. Earl Grosvenor und später 1. Marquess of Westminster, das Anwesen 1802 erbte, war das Landhaus von Samwell unmodern und renovierungsbedürftig geworden. Grosvenor beauftragte den Architekten William Porden mit der Planung der Umbauten. Die Bauarbeiten begannen 1803 und Porden (später unterstützt durch seinen Schwiegersohn Joseph Kay) schätzte die Bauzeit auf 3 Jahre und die Baukosten auf £ 10.000 (heute etwa entsprechend £ 740.000). Tatsächlich nahmen die Arbeiten etwas weniger als 10 Jahre in Anspruch und kosteten über £ 100.000 (heute etwa entsprechend £ 5,99 Mio.). Das vorhergehende Haus wurde umbaut und von „jeder möglichen Spielart von neugotischen Stilelementen“ umgeben, wie z. B. Tourellen, Fialen, Bogenfenster, achteckigen Türmen, Strebewerken und Strebebögen. Im ersten Bauabschnitt wurden zwei neue Flügel hinzugefügt und in den 1820er-Jahren weitere Flügel, dann unter der Leitung von Benjamin Gummow. Das Innere des Hauses war so verschwenderisch gehalten wie das Äußere; es enthielt weitere neugotische Details. Die Behänge der Prunkbetten bestanden aus 89 lfdm. Damast und 94 lfdm. Sarsenet (feiner Seide), gefasst mit goldenen Schnüren. Als die spätere Königin Victoria das Haus 1832 im Alter von 13 Jahren besuchte, schrieb sie in ihr Tagebuch: „Das Haus ist großartig“. Andere Autoren beschrieben das Landhaus als „so extravagant und opulent, wie es die jüngsten Polsterer und Dekorateure nur machen konnten.“ Ein Kritiker beschrieb es als „das protzigste Gebäude, das ich je gesehen habe“ und „ein wüster Haufen einer Mischung gotischer Elemente, die (...) ist ein Monument von Reichtum, Ignoranz und schlechtem Geschmack.“ Richard Grosvenor, 2. Marquess of Westminster, folgte seinem Vater 1845 nach und beauftragte den schottischen Architekten William Burn mit Veränderungen am Haus. Burn ließ die Mitte der Südfassade so aufstocken, dass sie wie ein Turm aussah, und ließ auch einige äußere, neugotische Details abwandeln. Der Architekturhistoriker Nikolaus Pevsner beschrieb dieses Haus als ein „spektakuläres, neugotisches Landhaus“.

### Landhaus von Waterhouse

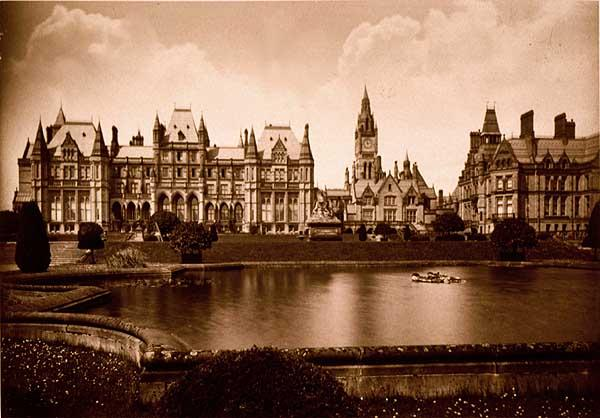
Die Gartenfassade des Landhauses von Waterhouse um 1880: Der Hauptblock liegt links, der Flügel für die Familie rechts und der Uhrenturm für die Kapelle zwischen beiden.

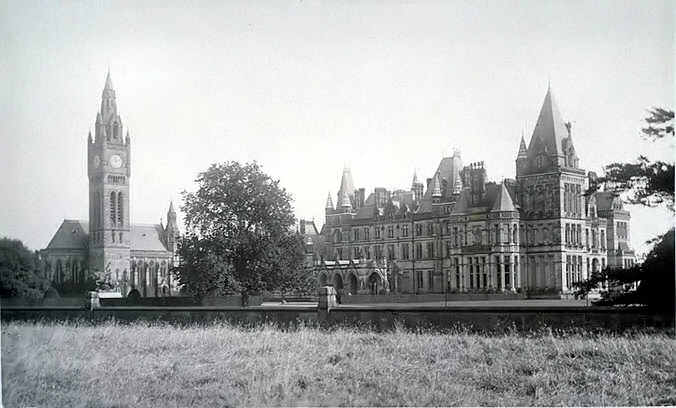
Eingangsfassade des Landhauses von Waterhouse um 1907 mit dem Hauptblock zur Rechten und der Kapelle zur Linken (Foto von John Steggall)

Der 2. Marquess starb 1869 und sein Sohn, Hugh Lupus Grosvenor, anfangs 3. Marquess und ab 1874 1. Duke of Westminster, folgte ihm nach. Er beauftragte Alfred Waterhouse mit dem Entwurf eines neuen Landhauses. Erneut behielt man den Kern des alten Landhauses, aber Teile erhielten neue Fassaden und wurden umgestaltet, andere Teile vollkommen neu gebaut. Ein Privatflügel für die Familie wurde errichtet und mit dem Hauptteil des Landhauses durch einen Korridor verbunden. Waterhouse entwarf auch die Kapelle und das Uhrenhaus sowie die meisten Stallungen. Die Arbeiten begannen 1870, dauerten 12 Jahre und kosteten £ 803.000 (heute etwa entsprechend £ 74,22 Mio.). Die Bibliothek war 27 Meter lang, das Speisezimmer mit Vorzimmer 32 Meter und der achteckige Rittersaal war mit einer Orgel ausgestattet. Im Inneren malte Henry Stacy Marks ein Fries der Pilger von Canterbury für das Morgenzimmer, Gertrude Jekyll bemalte die Täfelung für den Salon und in weiteren Räumen hingen Gemälde von Thomas Gainsborough, George Stubbs und Joshua Reynolds. Pevsner schrieb, dass „es sich um einen außergewöhnlichen Ausdruck viktorianischer Originalität“ handelte, und fügte hinzu, dass „dieser wagnerianische Palast der ambitionierteste Ausdruck neugotischer Wohnarchitektur im ganzen Land“ sei. The Daily Telegraph beschrieb Eaton Hall als „eines der prinzlichsten und schönsten Landhäuser, die diese Inseln enthalten“.
In beiden Weltkriegen dienten Teile des Landhauses als Krankenhaus. 1943 zog das Britannia Royal Naval College von Dartmouth in das Landhaus, als das dortige College ausgebombt wurde. 1946 zog es nach Dartmouth zurück; danach diente das Landhaus bis zum Ende des ‚National Service‘ 1958 als Trainingszentrum für Offizierskadetten.

### Landhaus von Dennys und heutiges Landhaus
1960 waren Reparatur- und Verschönerungsarbeiten an dem Landhaus notwendig und Braunfäule fand sich im Dachstuhl. 1969 beschloss Robert Grosvenor, 5. Duke of Westminster, den Hauptteil des von Waterhouse gestalteten Gebäudes und den Privatflügel abreißen zu lassen und den Uhrenturm, die Kapelle  und die Stallungen zu erhalten. Der Duke beauftragte John Dennys, den Schwager seiner Gattin und Architekten, mit dem Bau eines neuen Gebäudes. Dennys hatte schon früher an Saighton Grange auf dem Anwesen von Eaton Hall gearbeitet. Die Absicht war, ein modernes, gut zu handhabendes Haus zu errichten. Das Resultat war ein rechteckiges Haus mit Flachdach, das mit weißem Travertin verkleidet war, wobei seine „weiße Farbe ein harter Kontrast zur Weichheit der Landschaft von Cheshire“ war. Der Bau des neuen Hauses begann 1971, dauerte weniger als 2½ Jahre und kostete £ 459.000 (heute etwa entsprechend £ 5,49 Mio.). Das Haus besaß an der Eingangsfront in der Mitte eine Vorfahrt. Das Haus war asymmetrisch gestaltet, hatte zwei Vollgeschosse und ein Kellergeschoss mit Swimmingpool. Über eine zweigeschossige Eingangshalle in der Mitte des Hauses waren die wichtigsten Räume erreichbar. Die Paraderäume lagen im 1. Obergeschoss. Ausgestaltet war das Haus mit Wandverkleidungen aus Seide und Fußböden aus Holzblocks.
Später war man dann der Meinung, dass das neue Landhaus nicht in seine Umgebung passte, und so entschloss man sich, sein Äußeres zu verändern. Damit wurde die Percy Thomas Partnership beauftragt. Die Neugestaltungsarbeiten begannen 1989, wurden 1991 beendet und sorgten dafür, dass das Landhaus von Dennys nun eher wie ein französisches Schloss aussieht. Das Ergebnis gefiel allerdings auch nicht besonders; 2011 wurde es im Pevsner Architectural Guides, Kapitel Cheshire, als „Château-Stil, (Waterhouse)-Eaton-Stil, aber auch Tesco-Stil“ beschrieben.

### Nebengebäude

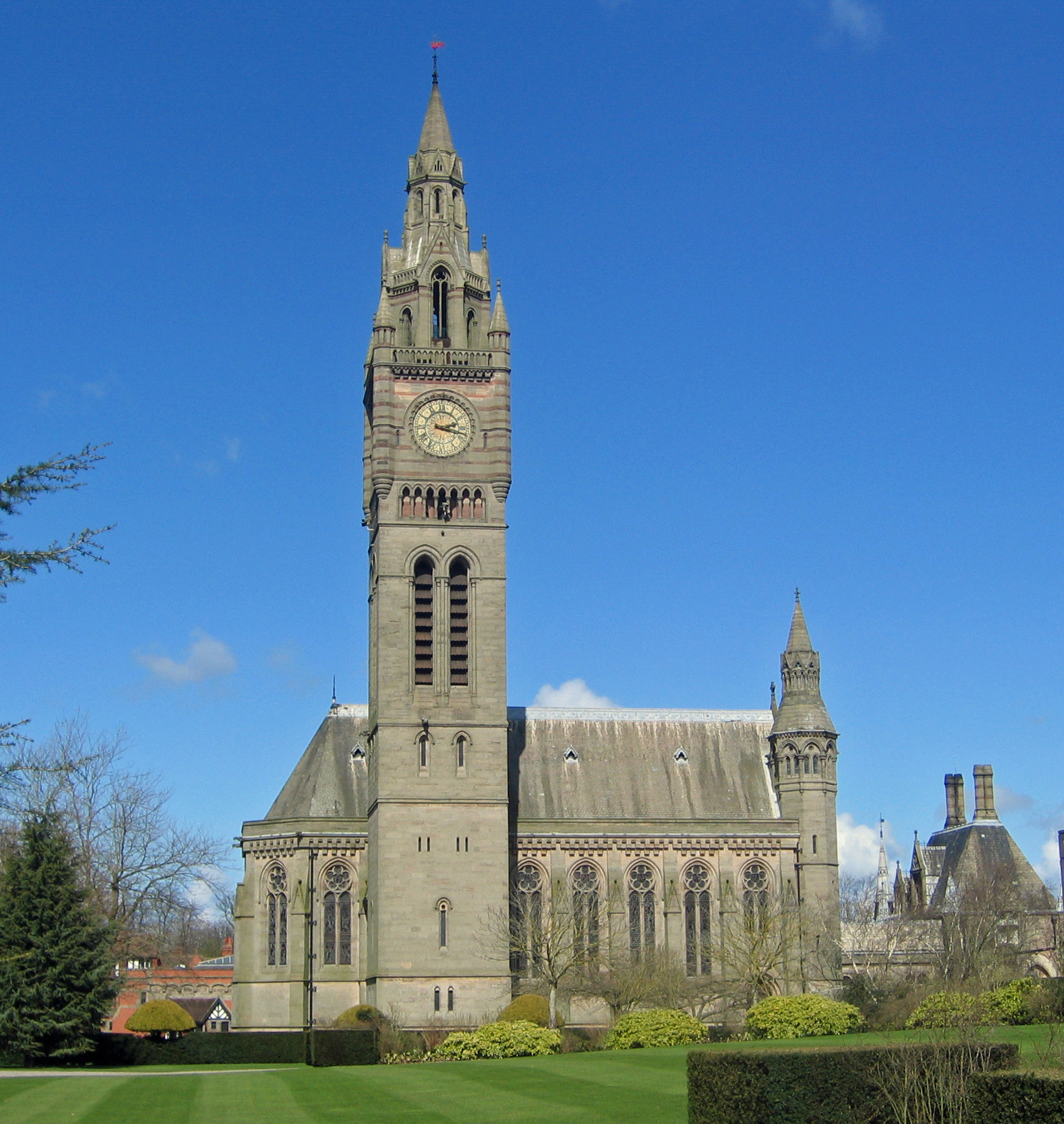
Kapelle von Eaton Hall von Süden

Anschließend an das heutige Landhaus befinden sich die verbleibenden Gebäude, die von Waterhouse entworfen wurden. Nördlich davon liegt die Kapelle von Eaton Hall; sie ist zusammen mit ihrem Uhrenturm als historisches Bauwerke I. Grades gelistet. Die innere Ausgestaltung der Kapelle basiert auf dem Te Deum; sie besteht aus Buntglasfenstern und Steinmosaik und wurde von Frederic Shields entworfen. Unmittelbar nördlich der Kapelle liegen die Stallungen. Sie sind historische Gebäude II*. Grades. Die Stallungen sind aus Ziegeln, roten Steinen und Holz gebaut und die Dächer sind mit roten Ziegeln eingedeckt. Der Westflügel hat ein 1. Obergeschoss aus Holz und zwei Giebel sowie ein Torhaus mit Tourellen in der Mitte. Die Tourellen sind unten vieleckig, oben rund und haben konische Dächer. Auf beiden Seiten des Torhauses befinden sich zweistöckige Arkaden mit Giebeln darüber. Im Hof steht eine Statue eines Pferdes von Joseph Boehm, die als historisches Bauwerk II. Grades gilt. An der Südostecke der Stallungen liegt ein Postillionshaus aus dem Jahre 1873, das als historisches Gebäude II*. Grades gelistet ist. In einem Vorraum zwischen den Stallungen und der Kapelle befindet sich eine künstliche Grotte, die als historisches Bauwerk II. Grades gelistet ist. Um die Stallungen gibt es weitere Bauwerke, die als historische Bauwerke II. Grades gelistet sind. Nördlich davon liegt der Coachhouse Court, der aus einer Remise, einem überdachten Hof und einer Reitschule besteht. Diese Anlage wurde in den 1870er-Jahren für den 1. Duke entworfen. Weiter nördlich befinden sich die Bauernhäuser von Eaton Hall, vier aneinander gebaute Bauernhäuser, die etwa zur selben Zeit entstanden sind. Im Vorhof zwischen dem Coachhouse Court und den Bauernhäusern liegt eine Lodge mit Toren, Torsäulen und Schirmen. Nahe den Bauernhäusern befindet sich der ehemalige Lokschuppen der Eaton Hall Railway. Östlich der Stallungen ist ein kapellenartiges Jagdstreckenlagerhaus, auch aus den 1870er-Jahren.
Von 1896 bis 1947 wurde das Anwesen von der Eaton Hall Railway mit 381 mm Spurweite angefahren. Die Schmalspurlinie verlief vom Landhaus bis zum Depot in Balderton an der Eisenbahnlinie Chester-Wrexham. Ein Abzweig führte zum Cuckoo's Nest, wo eine Werkstatt war. Ein Teil der alten Eisenbahnstrecke wurde 1996 wieder eröffnet.

## Anwesen

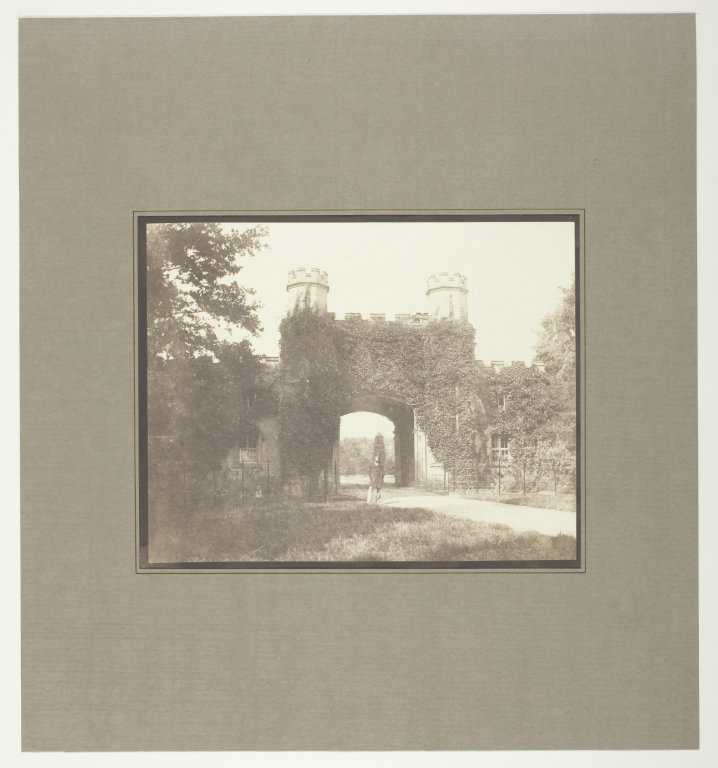
Eingangs-Lodge der Eaton Hall in Cheshire von William Henry Fox Talbot um 1845

Das Anwesen bedeckt eine Fläche von etwa 4400 Hektar, darunter etwa 500 Hektar Parks und etwa 20 Hektar formelle Gärten. Sie sind im National Register of Historic Parks and Gardens gelistet. Die Grenzen des Anwesens folgen im Allgemeinen den Feldgrenzen, aber im Osten folgen sie dem Ufer des Flusses Dee.

### Geschichte
Im 17. Jahrhundert wurden rund um das Landhaus von Samwell formelle Gärten angelegt, und zwar mit Parterres und Kanälen. Ihr Unterhalt war aber sehr kostspielig und im späten 18. Jahrhundert änderte sich die Mode so, dass ein informellerer Typ von Garten bevorzugt wurde. Den Auftrag für die Neuanlage erhielt Landelot “Capability” Brown. Auch wenn eines von Browns Dokumenten aus dem Jahre 1764 zeigt, dass er von der Verwaltung des Anwesens bezahlt wurde, weist dieses ebenso aus, dass ein Plan für den Garten von William Emes gezeichnet worden war. Daraus schließt Marion Mako, dass, weil Brown sowohl Ingenieur als auch Landschaftsgärtner war, die Zahlung wohl eher für ein Ingenieursprojekt als für die Gartengestaltung war. Emes war von Brown beeinflusst worden, auch wenn dieser sein Schüler war. Mit seinem Angestellten Thomas Leggett arbeitete Emes die folgenden 10 Jahre für das Anwesen. Als Robert Grosvenor, der spätere 1. Marquess, das Anwesen Anfang des 19. Jahrhunderts erbte, fiel es dem Niedergang anheim. Der Marquess beauftragte John Webb, einen Schüler von Emes, Garten und Landschaftspark zu überarbeiten. Zu Webbs Neuerungen zählten neue Terrassenwände hinter dem Haus, die Einebnung der Belgrave Avenue, die Pflanzung von 130.000 Bäumen entlang der Avenue und die Anlage eines schlangenförmigen Sees entlang den Ufern des Dee. ER kümmerte sich auch um den Bau von Gewächshäusern und die Anlage eines Küchengartens.

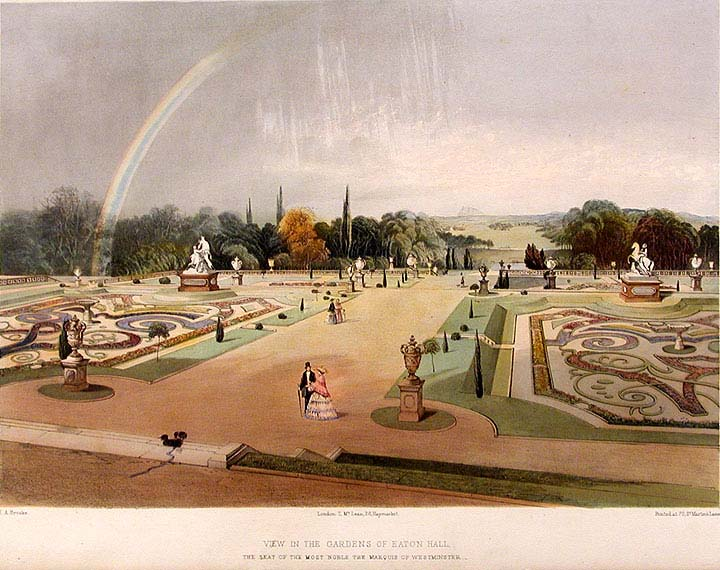
Formelle Gärten Mitte des 19. Jahrhunderts

Die Mode wandelte sich erneut und in den 1820er-Jahren wurde William Andrews Nesfield mit der Planung neuer Parterres beauftragt. Er legte mehr Terrassen und eine Mauer mit Balustern an. Statuen, Steinurnen und Vasen auf Postamenten wurden hinzugefügt. 1852 wurde das Kamelienhaus gebaut; 1870 wurde es auf seine heutige Größe (117 Meter Länge, 3 Meter Breite, 5 Meter Höhe) erweitert. Der heutige Küchengarten wurde im selben Jahr angelegt; aus ihm kamen die Kräuter und Gemüse nicht nur für das Landhaus, sondern auch für das Grosvenor House in London. Es wurden weitere Gewächshäuser errichtet und um 1880 waren 56 Gärtner angestellt. Auf dem Anwesen gab es weitere Bauarbeiten: Waterhouse legte eine Grotte zwischen der Kapelle und den Stallungen an und entwarf das Papageienhaus und eine Loggia (heute „The Temple“ genannt). Der Architekt John Douglas aus Chester entwarf das Holländische Teehaus im Teegarten und eine Reihe von Nebengebäuden auf dem Anwesen. 1897/1898 begann Edwin Lutyens mit der Umgestaltung dessen, was man damals den Italienischen Garten nannte, dem heutigen Drachengarten.
Im 20. Jahrhundert wurden die Arbeiten an Gärten und Anwesen fortgesetzt. Der 2. Duke beauftragte Detmar Blow, einen Schüler von Lutyens, mit der Umgestaltung von Teilen der Gärten. Mit Fernand Billery entfernte er die Parterres, legte einen Kanal an, der vom Haus wegführt, unterteilte die Terrassen in mit Hecken gesäumte Partitionen und legte an ihrem unteren Ende einen Teich an (heute Lioness Pond und Kudu Pond). Im Zweiten Weltkrieg wurde ein Teil des Parks als Flugplatz requiriert und 1940 wurden einige der Gartenhäuser durch einen Teppich von Brandwaffen beschädigt. Nach dem Krieg wurden die Gärten erst in den 1960er-Jahren wieder hergerichtet, als die Gattinen des 4. und des 5. Dukes mit dem Gartenarchitekten James Russell arbeiteten. Seit Anfang der 1990er-Jahre ließen der 6. Duke und seine Gattin Natalia die Gärten von den Gartenarchitekten Arabella Lennox-Boyd und Vernon Russell Smith erneut umgestalten.

### Formelle Gärten

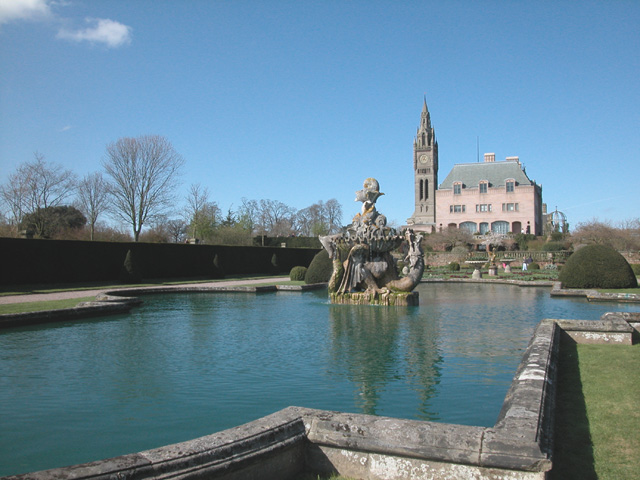
Eaton Hall vom Italienischen Garten aus (2006)

Östlich des Hauses führen eine Reihe von Terrassen zum Fischteich hinunter. Die Begrenzungsmauern am Südende der oberen Terrasse sind als historisches Bauwerk II. Grades gelistet, ebenso wie die Begrenzungsmauern am oberen Ende der oberen Terrasse und die Stufen hinunter zur mittleren Terrasse. Entlang der mittleren Terrasse erstreckt sich ein langer, rechteckiger Teich, der drei Springbrunnen enthält. Die Begrenzungsmauern dieses Teiches sind als historische Bauwerke II. Grades gelistet, ebenso wie Geländer an der Nord- und der Südseite der Terrasse. Auf beiden Seiten des Teiches befinden sich zwei Partitionen, die von Eibenhecken begrenzt sind. Zwischen diesen Partitionen stehen auf jeder Seite je eine Statue von Raymond Smith. Beide Statuen wurden 1852 für den 2. Marquess hergestellt und gelten ebenfalls aus historische Bauwerke II. Grades. Die nördliche stellt einen gestellten Hirschen dar, die südliche einen Jäger auf einem zurückweichenden Pferd.
Vom Ende dieses Teiches führen Stufen zu einem kleineren, rechteckigen Teich hinunter, der in rechtem Winkel zum ersten angelegt ist. Die Stufen und die Begrenzungsmauer am Ende der Terrasse sind als historische Bauwerke II. Grades gelistet. Die Begrenzungsmauern des Teiches sind ebenfalls als historische Bauwerke II. Grades gelistet. Diese Anlage enthält zwei von Jonathan Kenworthy geschaffene Statuen. Von diesem Teich führt ein Weg, Broad Path genannt, nach Norden und nach Süden. An beiden Enden des Broad Path liegt je ein Gebäude, das Waterhouse für den 3. Marquess entworfen hat. Am Nordende liegt das Papageienhaus, gebaut 1881–1883 aus gelber Terracotta. Es hat die Form eines runden ionischen Tempels mit einer Kolonnade und einem flach gewölbten Dach. Über der Kolonnade und dem inneren Rondell sind konzentrische Balustraden angebracht. 11 Stufen führen hinauf zum Eingang. Das Papageienhaus ist als historisches Gebäude II. Grades gelistet. Am südlichen Ende des Broad Path befindet sich eine Loggia etwa von 1880 aus rötlich-gelben und rotem Sandstein. An seiner Vorderseite stehen drei Bögen zwischen ionischen Säulen. Die Loggia wurde um einen römischen Altar gebaut, der 1821 in einer Quelle bei Boughton gefunden und 1822 nach Eaton gebracht wurde. Die Loggia ist ebenfalls als historisches Bauwerk II. Grades gelistet. Östlich und westlich der Loggia befinden sich rekonstruierte römische Säulen, von denen eine jede ebenfalls als historische Bauwerke II. Grades gelten.
Südlich der Loggia liegt der Holländische Teegarten, den Charles Edward Mallows um 1905 anlegte. Der Garten enthält ein Teehaus, das John Douglas entwarf. Das Holzrahmengebäude auf einem Sandsteinpostament hat einen kreuzförmigen Grundriss. Das Dach ist mit roten Ziegeln eingedeckt und schwingt sich nach oben zu einer kleinen Spitze, auf der ein Wetterhahn sitzt. Es ist ebenfalls als historisches Bauwerk II. Grades gelistet. In der Mitte des Gartens steht eine Statue von Merkur und vor dem Teehaus sind zwei steinerne Talbothunde aufgestellt. Nördlich des Teehauses am Weg zum Broad Path, befinden sich zwei schmiedeeiserne Tore, die der 2. Duke 1913 anfertigen ließ. Die Tore und ihr Kopfstück sind ebenfalls historische Bauwerke II. Grades.

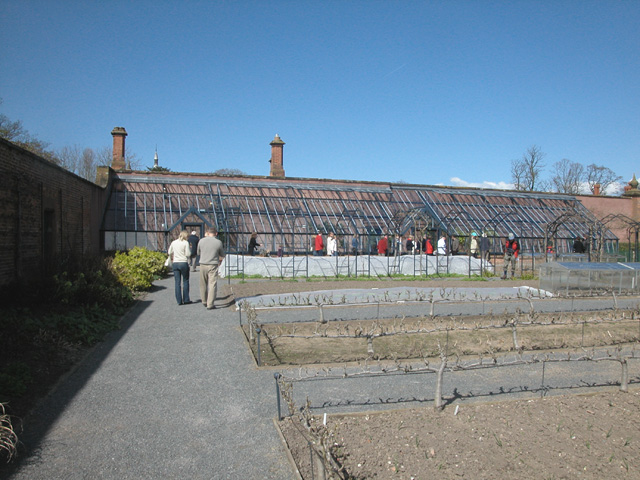
Küchengarten

Südlich des Landhauses liegt ein formeller Italienischer Garten. Er enthält einen Teich in der Mitte der sogenannten Drachenfontäne. Die Fontäne ist auch als historisches Bauwerk II. Grades gelistet. Im Italienischen Garten stehen zwei Statuen, auch als historische Bauwerke II. Grades gelistet, aus dem alten, abgerissenen Landhaus: die Statue von Joan of Eaton und des normannischen Bischofs Odo
Von der Nordseite des Landhauses zum Küchengarten führt der Spring Walk. Östlich des Küchengartens befindet sich der Camellia Walk, ein langes Gewächshaus voller Kamelien. Er ist 118 Meter lang und soll der längste gläserne Korridor der Welt sein. Auch dieses Gebäude ist als historisches Bauwerk II. Grades gelistet. Einige der Tore in diesem Garten sollen von Lutyens entworfen worden sein und gelten als historische Bauwerke II. Grades. Weitere Mauern und Tore im Garten wurden Waterhouse um 1870 entworfen und sind als historische Bauwerke II*. Grades gelistet.
Östlich des Hauses liegt der Vorhof, der als Zentrum einen Teich mit einem Reiterstandbild des 1. Duke enthält. Es zeigt den berittenen Duke, der einen Falken in die Luft hält. Die Bronzestatue wurde zwischen 1870 und 1879 von George Frederic Watts für den Duke geschaffen. Sie gilt als historisches Bauwerk II*. Grades. Die Begrenzungsmauern des Teiches sind als historische Bauwerke II. Grades gelistet. Westlich des Vorhofes liegen die Golden Gates, die Haupttore zum Anwesen, die zusammen mit ihren Schirmen und Lodges historische Bauwerke I. Grades sind. Ein weiteres gelistetes Bauwerk in den Gärten ist eine große Steinurne an der Westseite des Fischteiches von etwa 1880. Sie ist reich verziert, etwa 3 Meter hoch und steht auf einem kreisrunden Postament, das das letzte Detail der Ostansicht des Landhauses bildet. Es ist als historisches Bauwerk II. Grades gelistet.

### Weitere Details

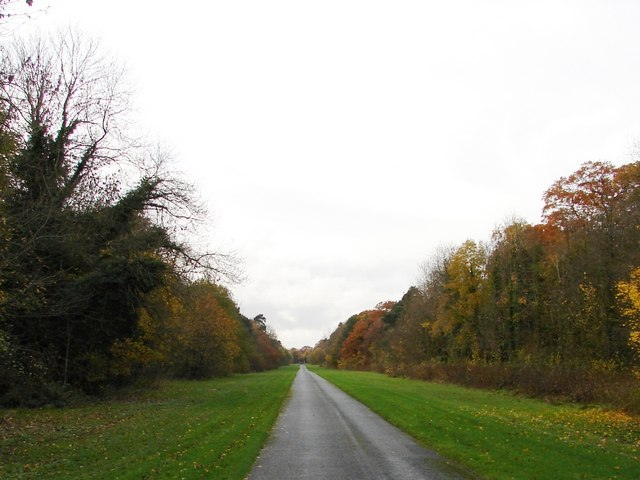
Blick entlang der Belgrave Avenue

Das Anwesen kann man über verschiedene Wege erreichen; an jedem von ihnen liegen architektonisch interessante Bauwerke. Die Belgrave Avenue, etwa 3 km lang, ist eine gerade Straße, die von der Wrexham Road (B 5445) zu den Golden Gates und dem Vorhof östlich des Landhauses führt. Die Belgrave Lodge auf der Südseite dieser Allee wurde 1899 nach Plänen von John Douglas und im Auftrag des 1. Duke errichtet. Sie ist aus roten Ziegeln mit gelben, steinernen Säulenplatten, Bändern und anderen Verkleidungen errichtet und als historisches Bauwerk II. Grades gelistet. Die zugehörigen Tore, Torsäulen und Mauern entwarf Douglas zur selben Zeit und auch sie gelten als historische Bauwerke II. Grades. Ein Stück weiter entlang der Allee liegt auf ihrer Nordseite die Upper Belgrave Lodge. Sie wurde ebenfalls von Douglas für den 1. Duke entworfen, stammt aus dem Jahr 1877 und ist auch als historisches Gebäude II. Grades gelistet. Weiter die Allee entlang steht ein als historisches Bauwerk II. Grades gelisteter Obelisk aus rotem Sandstein mit Kupferdach, der aus dem Jahr 1890 stammt und von Douglas & Fordham geplant wurde.

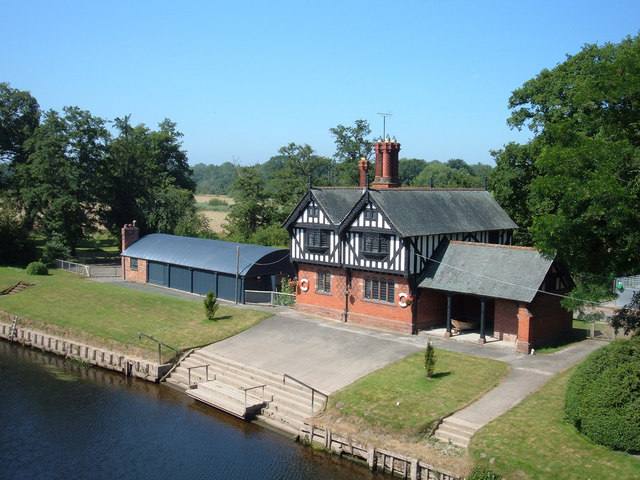
Iron Bridge Lodge

Die Zufahrt aus Richtung Aldford führt vom Dorf auf der als historisches Bauwerk I. Grades gelisteten Aldford Iron Bridge über den Dee, die William Hazledine 1824 für den 1. Marquis baute. Die Iron Bridge Lodge neben der Brücke wurde von Douglas & Fordham 1894 entworfen und ist als historisches Gebäude II. Grades gelistet. Ebenfalls an dieser Zufahrt befindet sich die Coachmore Hill Lodge, die Douglas in den 1880er-Jahren entwarf; sie gilt als historisches Gebäude II. Grades. An dieser Zufahrt in der Nähe des Holländischen Teegartens befinden sich Tore mit Überbau und Torsäulen aus der Zeit um 1870 in klassizistischem Stil, die als historische Bauwerke II. Grades gelistet sind.
Von Norden gibt zwei weitere Zufahrten zum Landhaus. Einer führt vom Dorf Eccleston leicht nach Westen, einer von Chester an dem Dorf vorbei durch Eccleston Hill. In Verbindung mit diesen Zufahrten gibt es weitere gelistete Bauwerke. Von denen ist das wichtigste die Eccleston Hill Lodge, die 1881/1882 von Douglas für den 1. Duke entworfen wurde und heute als historisches Bauwerk II*. Grades gilt. Es handelt sich um einen dreistöckigen Torturm mit vielen kleineren Ecktürmchen und einem steilen Walmdach. Die anderen Bauwerke sind als II. Grad gelistet und bestehen aus der Eccleston Lodge, von Douglas & Fordham 1894 entworfen, ihre Toranlage, und einen Damm mit Sandsteinbalustern südlich der Lodge, auf dem die Fahrstraße verläuft, ein Haus namens Eaton Boat, entworfen von Douglas um 1880, eine Garten-Lodge, entworfen von Waterhouse 1881–1883, eine Toranlage anschließend an die Lodge, ebenfalls von Waterhouse in den Jahren 1881–1883 entworfen, das Gestüts-Lodge-Lagerhaus mit Büros, entworfen 1883 von Douglas, die Reitschule des Gestüts, die Stallungen des Gestüts, das Haus östlich des Gestüts, die Büros des Anwesens von Eaton Hall, die Waterhouse 1880 entwarf, die North Lodge von 1881 (auch von Waterhouse), die Toranlage der North Lodge, ebenfalls von 1881 und von Waterhouse entworfen, das Gartenhaus von 1893, entworfen von Douglas & Minshull und die Toranlage südlich des Gartenhauses.

## Heute

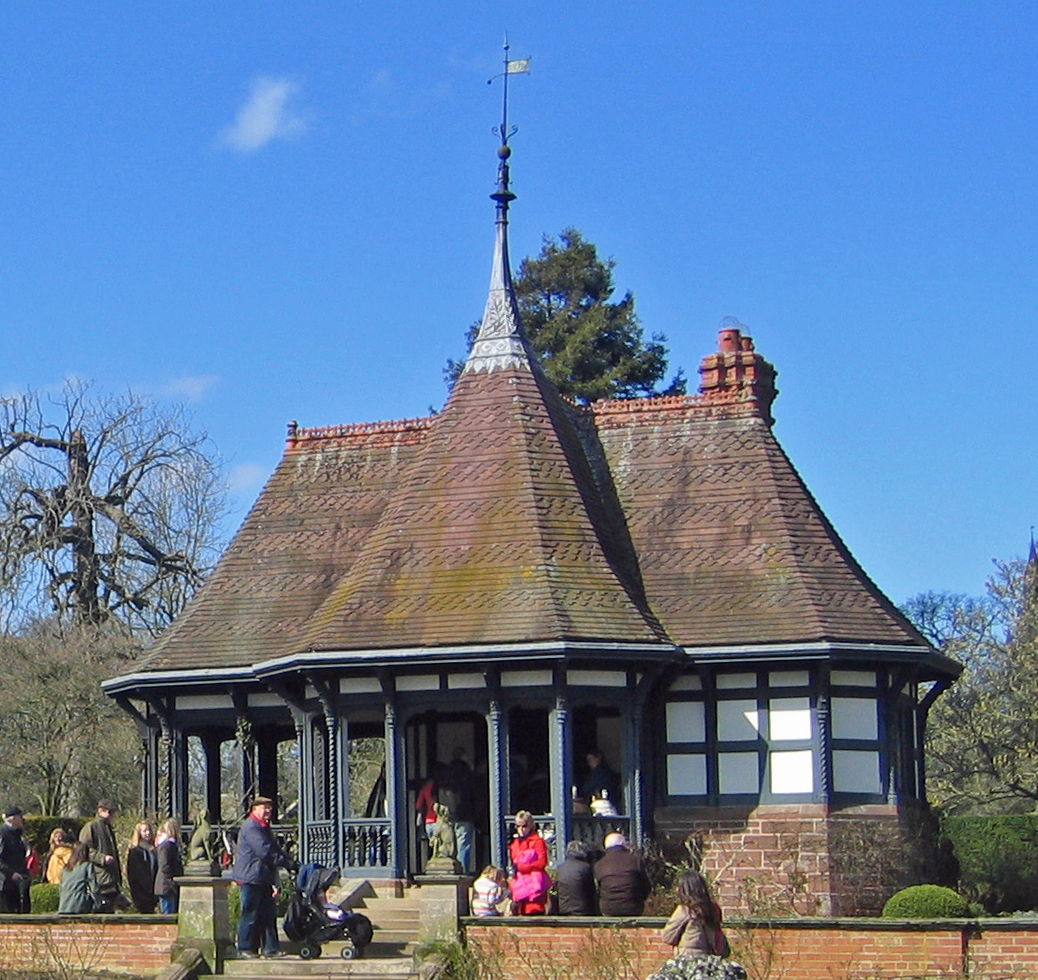
Holländisches Teehaus an einem Tag 2010, an dem es geöffnet war.

Heute ist Eaton Hall ein privates Wohnhaus und öffentlich nicht zugänglich, aber die Gärten sind drei Tage im Jahr geöffnet, um Geld für wohltätige Zwecke zu sammeln. In der Nähe der Stallungen werden einige Räume für Ausstellungen genutzt. Das Carriage Museum zeigt die Westminster-Sammlung von Kutschen. Der Ausstellungsraum beherbergt eine Sammlung von Gegenständen mit Verbindung zur Familie Grosvenor und der Geschichtsraum solche über die Geschichte der Familie und Illustrationen der verschiedenen Landhäuser über die Jahrhunderte. In den Stallungen sieht man Gegenstände in Verbindungen mit den Pferden der Familie. Im Papageienhaus im Garten sind Gemälden des viktorianischen Malers Henry Stacy Marks ausgestellt.
Einige Flächen in den Stallungen können für Sammlungen für wohltätige Zwecke angemietet werden. Der Long Room, der 1992 neu eingerichtet wurde und nun den Charakter eines Salons in einem großen Landhaus hat, kann 150 Leute aufnehmen. Der frühere Sattelraum ist heute das Speisezimmer. Der Kutschenraum und die anschließenden Gebäude wurden in den Wolf Room umgewandelt, der eine bewegliche Bühne und audio-visuelle Einrichtungen hat. Dort können 200 Leute Platz nehmen. An den Wänden hängen acht schwarze Kreidezeichnungen von Vögeln, die Joseph Wolf schuf. Die Kapelle ist üblicherweise für die Familie reserviert, aber jedes Jahr im Dezember wird sie für Choraufführungen genutzt, um Geld für einen guten Zweck zu sammeln.